# Eupithecia fusca
Eupithecia fusca är en fjärilsart som beskrevs av András Vojnits 1981. Eupithecia fusca ingår i släktet Eupithecia och familjen mätare. Inga underarter finns listade i Catalogue of Life.